# Siaton
Siaton è una municipalità di seconda classe delle Filippine, situata nella Provincia di Negros Oriental, nella regione di Visayas Centrale.
Siaton è formata da 26 baranggay:
- Albiga
- Apoloy
- Bonawon
- Bonbonon
- Cabangahan
- Canaway
- Casala-an
- Caticugan
- Datag
- Giliga-on
- Inalad
- Malabuhan
- Maloh

- Mantiquil
- Mantuyop
- Napacao
- Poblacion I
- Poblacion II
- Poblacion III
- Poblacion IV
- Salag
- San Jose
- Sandulot
- Si-it
- Sumaliring
- Tayak